# Berimbrown
Berimbrown é uma banda de Belo Horizonte, Minas Gerais,  que mistura elementos de soul music, funk reggae, samba, congada, rap, R&B, e outros ritmos regionais e da capoeira. A banda é formada atualmente por Mestre Negativo no berimbau e percussões, Ronilson Silva no contrabaixo, Leonardo Lôbo nos vocais, Marcela Rodrigues nos vocais, Thiago Guedes nas Guitarras, Marconi na percussão, Gih Guerci na bateria. A banda já realizou turnês pelo Brasil, Europa e EUA Gravando com grandes nomes da música brasileira como Milton Nascimento, Sandra de Sá, Luiz Melodia, Elza Soares, Jair Rodrigues, Thaíde, Lady Zu, dentre outros.